# نتف الشعر

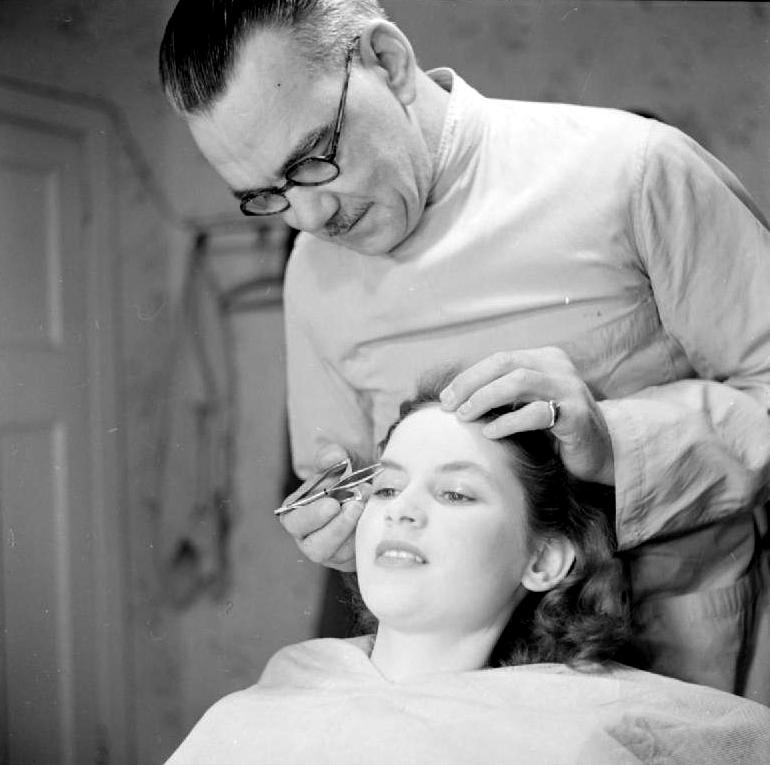
نتف الشعر.

نتف الشعر هي عملية إزالة شعر الإنسان أو شعر الحيوان مثل ريش الطائر عن طريق سحب الشعر من الجسم.
في البشر، يتم نتف الشعر لأغراض النظافة الشخصية، وعادة يستخدم ملقط لذلك. في بعض الأحيان يكون نتف الشعر حالة مرضية مثل هوس نتف الشعر. وأحيانا يتم تعذيب الضحية بنتف شعرها.
في الطيور يتم ازالة ريش الطير أما الحيوانات الثدية تسمى هذه العملية السلخ وهي امور مهمه لاعداد الطعام.